# Naftuim
De acordo com o relato bíblico Naftuim é filho de Mizraim, neto de Cã (Cam) e bisneto de Noé (Gênesis 10:13). Por serem descendentes de Cã, Naftuim e seus descendentes estão alistados entre os povos Camíticos.
Muitos peritos associam Naftuim com uma frase Egípcia que significa " os do Delta". Com esta base se conclui que a tribo descendente de Naftuim ocupasse o Baixo Egito; Sendo, portanto, uma das tribos originadoras do Egito antigo.